# 啄木鳥探偵處
『啄木鳥探偵處』（きつつきたんていどころ）は、東京創元社より発売された伊井圭による日本のミステリ小説。収録作の「高塔奇譚」は第3回創元推理短編賞受賞作。

## あらすじ
高塔奇譚
明治42年9月中旬。浅草では毎夜、凌雲閣にあらわれる幽霊が話題になっていた。東京朝日新聞社の校正係の啄木は家族を養うため、副業で探偵「啄木鳥探偵處」を始める。凌雲閣の経営者から幽霊騒動の解決を依頼された啄木は、友人の金田一京助を助手にして事件の捜査を行う。
忍冬（すいかずら）
明治43年師走。人気役者の橘屋乙次郎が殺される。遺体のそばには活人形「金銀花」の首が乙次郎の喉を食い破ったように落ちていた。第一発見者の結城泉若が犯行を自供し逮捕されるが、泉若の恋人・横山季久はそのことが信じられず、啄木に調査を依頼する。
鳥人
明治44年2月。大逆事件の判決が下り、啄木は慢性腹膜炎から回復したものの体調はおもわしくない。3月、啄木は幸楽座の山根幸一郎から「鳥人」として人気を集める奇術師の榊樹神の様子がおかしいので護衛をしてほしいと頼まれる。だがその夜、榊は電線に首を引っ掛けて死んでいた。警察は飛行ショー練習中の事故死としたが、啄木は山根の依頼で事件の真相に迫る。
逢魔が刻
6月、啄木は自分が肺結核に侵されていると打ち明け、京助に探偵の代理を頼む。依頼人は米屋の成田屋主人。無尽の会の店の子どもが誘拐されては二、三日後に返される事件が続いていたが、成田の息子・市松は姿を消してから2か月も音沙汰がなかった。
魔窟の女
大正12年4月。啄木逝去から11年がたち、回想録をまとめていた京助はある事件を思い出す。明治42年、啄木は京助を私娼窟に連れ出し、おたきという女と会わせる。下宿に逃げ帰った京助のもとに警察があらわれ、おたきが死んだこと、部屋に京助の上着と啄木のローマ字日記が残されていたことで殺人犯と疑われていることを知る。早朝帰宅した啄木と京助は口論になるが、そこへ霜降の詰襟の学生が訪ねてくる。二人を尾行していた学生は事件の推理を披露する。京助は彼が若き日の江戸川乱歩ではないかと思い当たる。

## 登場人物
石川 啄木（いしかわ たくぼく）
声 - 浅沼晋太郎
東京朝日新聞社の校正係。床屋「喜之床」の二階に下宿している。上京してきた妻・節子と母親を養うため探偵業をはじめる。好奇心旺盛で自信家。小説家を目指していたが挫折し、詩や短歌を詠んでいる。
【アニメ版】書生風袴姿の青年。自称天才歌人。下宿「蓋平館」に一人暮らしで折々歌を詠む。
金田一 京助（きんだいち きょうすけ）
声 - 櫻井孝宏
國學院大學嘱託講師。啄木の才能を認めており、気が弱くお人よしなこともあって何度も金を貸している。なりゆきで啄木の探偵助手となる。「忍冬」では結婚している。
【アニメ版】啄木と同じく「蓋平館」に下宿している。背広姿が多い。啄木の才能に惚れ込み、たびたび金を貸している。

### アニメ版オリジナルキャラクター
野村胡堂
声 - 津田健次郎
東京帝国大学在学中の学生。京助の中学時代の同級生で啄木の先輩。行きつけのミルクホール「菊乳舎」では人情に厚い兄貴分のような存在。
平井太郎
声 - 小野賢章
小説家を目指す文学少年。小説執筆のため休学し、蓋平館に下宿している。
吉井勇
声 - 斉藤壮馬
啄木の友人。いつも「菊乳舎」で野村たちと一緒にいる。
萩原朔太郎
声 - 梅原裕一郎
野村たちと同じく「菊乳舎」にたむろしている。内気でおとなしい。
若山牧水
声 - 古川慎
早稲田大学の学生で歌人。酒豪でマイペースな性格。
芥川龍之介
声 - 林幸矢
第一高等学校の学生で「菊乳舎」に詰襟の制服で出入りしている。無口で一言ぼそっとつぶやくことが多い。
加世
声 - 大和田仁美
「蓋平館」の女中の少女。クリスチャンで毎週教会の炊き出しに参加している。

## 書誌情報
- 伊井圭『啄木鳥探偵處』東京創元社
  - 創元クライム・クラブ、1999年5月発売、ISBN 4-488-01281-7
  - 創元推理文庫、2008年11月21日発売[5]、ISBN 978-4-488-48301-2

## テレビアニメ
2020年4月から6月までTOKYO MXほかにて放送された。
2019年3月23日、AnimeJapan2019において、東北新社の声優オーディション「キミコエ・プロジェクト」がミステリー小説「啄木鳥探偵處」のTVアニメ化を発表。第2回オーディショングランプリ受賞者・林幸矢、準グランプリ受賞者・古沢勇人、オーディションの見届け人を務めた津田健次郎の出演も明かされた。エンディングテーマは第1回オーディション受賞者ユニット・NOW ON AIRが担当する。

### スタッフ
- 原作 - 伊井圭（創元推理文庫）[3]
- 総監督 - 江崎慎平[3]
- 監督 - 牧野友映[3]
- シリーズ構成 - 岸本卓[3]
- キャラクター原案 - 佐木郁[3]
- キャラクターデザイン - 原修一[3]
- プロップデザイン - 荒木一成
- 美術監督 - 伊藤友沙
- 美術設定 - 平澤晃弘
- 色彩設計 - 辻田邦夫
- 撮影監督 - 野澤圭輔
- 編集 - 長谷川舞
- CGディレクター - 前島亮太
- 音響監督 - 清水洋史
- 音楽 - 高田龍一、高橋邦幸
- 音楽制作 - MONACA
- 制作プロデューサー - 伊達毅、大屋光子、後藤満里子
- アニメーションプロデューサー - 佐々木悠祐
- アニメーション制作 - ライデンフィルム[3]
- 制作 - 東北新社[3]、ライデンフィルム[3]
- 製作 - 「啄木鳥探偵處」製作委員会[3]（東北新社、MUSE、クランチロール、TOKYO MX、ビーエスフジ、マーベラス、ハピネット）

### 主題歌
「本日モ誠ニ晴天也」
作詞 - 真崎エリカ、作曲・編曲 - 山本恭平（Arte Refact）、歌 - 古川慎 （ランティス）

### エンディングテーマ
「ゴンドラの唄」
作詞 - 吉井勇、作曲 - 中山晋平、編曲 - 伊藤賢、歌 - NOW ON AIR （ランティス）

### 各話リスト
| 話数 | サブタイトル   | 脚本       | 絵コンテ        | 演出            | 作画監督                                                              | 総作画監督      | 初放送日       |
| --- | -------------- | ---------- | --------------- | --------------- | --------------------------------------------------------------------- | --------------- | -------------- |
| 第一首 | こころよい仕事 | 岸本卓     | 江崎慎平        | 牧野友映        | 原修一 高橋瑞紀 宮永あずさ 橋本尚典                                   | 原修一          | 2020年 4月13日 |
| 石川啄木の死から10年、金田一京助は久しぶりに下宿「蓋平館」を訪れる。十余年前、啄木は同じ下宿に住む京助と浅草の待合を見物に行き、部屋で殺された男・星野達吉を発見する。警察から殺人容疑をかけられるが、啄木は現場の様子から疑いを晴らす。まもなく荒川銅山の大番頭・小栗が逮捕され、血染めの告発状と凶器も発見されるが、啄木は独自に捜査を開始。啄木は小栗家に大山警部と軍医総監・森林太郎を呼び出し、小栗家で発見された告発状は偽物と喝破する。だがそれは小栗の無罪を証明するため、啄木が仕掛けたものだった。啄木は家賃未払で下宿を退去させられそうになるが、京助が蔵書を売って40円を渡す。啄木は「歌人と探偵は似ている」と部屋の前に「啄木鳥探偵處」の看板をあげる。 |                |            |                 |                 |                                                                       |                 |                |
| 第二首 | 魔窟の女       | 岸本卓     | 板井寛樹        | 三輪よしの      | 浮村春菜 田中亜優                                                     | 山口飛鳥        | 4月20日        |
| 啄木は堅物の京助をけしかけ浅草の私娼窟に繰り出す。啄木は馴染みの店「華の屋」で京助にお滝という女郎に会わせる。だが京助は彼女に手を出せず下宿に逃げ帰る。そこへ警察があらわれ、お滝が刺殺され、啄木が京助とお滝が一緒に居たと証言したと聞かされる。翌朝、酔って帰宅した啄木に京助は激怒。二人はお互いが犯人だと決めつけ、口論するが、京助は逮捕されてしまう。 |                |            |                 |                 |                                                                       |                 |                |
| 第三首 | さりげない言葉 | 岸本卓     | 板井寛樹        | 半田大貴        | 山崎敦子 三橋桜子                                                     | 渡辺浩二        | 4月27日        |
| ミルクホール「菊乳舎」に集まった野村胡堂、吉井勇、萩原朔太郎は友人の京助を救うため、事件の犯人を推理する。夏目漱石、芥川龍之介も加わるが真相はつかめない。そこへ平井太郎という学生があらわれる。蓋平館に下宿していた平井は、前日お滝が蓋平館を訪ねていたこと、啄木と京助を尾行していたことを明かし、啄木が落としたローマ字日記を読んで、京助に惚れて上京したお滝が思い遂げられず自害したと推理する。啄木は京助の歯がゆい態度を憎み警察に突き出したと告白し、釈放された京助を迎えに行く。 |                |            |                 |                 |                                                                       |                 |                |
| 第四首 | 高塔奇譚       | 岸本卓     | 木村寛 牧野友映 | 木村寛          | 大河内忍 高橋敦子 三好和也                                            | 原修一          | 5月4日         |
| 浅草十二階に幽霊が出るとの評判が立つ。啄木は浅草の顔役・六郎の依頼で幽霊の謎に挑む。啄木は友人の新聞記者・山岡が幽霊の記事を書き始めてから幽霊が出るようになったと指摘すると山岡は「ノドノツキ」とつぶやいて去る。啄木は六郎から幻灯師の松吉を紹介されるが、啄木に会う前に松吉は殺害される。松吉は2か月前に起きた女性殺人事件の第一発見者だった。啄木たちが幻灯機で十二階に幽霊を出すと、六郎と警官が現れる。啄木は六郎が山岡の恋人を殺したこと、山岡が犯人を探すため、記事を書き松吉に幻灯の幽霊を頼んだこと、六郎は口封じに松吉を殺したとの推理を披露。六郎には喉に傷跡があった。そこへ山岡が飛び出し、真犯人の六郎と十二階から飛び降り復讐を果たす。              |                |            |                 |                 |                                                                       |                 |                |
| 第五首 | にくいあん畜生 | 岸本卓     | 伊東優一        | 伊東優一        | 山崎敦子 竹島照子                                                     | 渡辺浩二        | 5月11日        |
| 啄木は北原白秋『邪宗門』を読み、その才能をうらやむ。「菊乳舎」では女給の季久に憧れる吉井・朔太郎・牧水が歌を詠む。吉井は季久に歌を捧げるが、季久には恋人がいた。蓋平館に啄木の馴染みの女郎・おえんが訪ねてきて、留守の啄木宛にと京助に現金を預ける。彼女が帰ったあと、新しい洋服を着た啄木があらわれ、金持ちの依頼でおえんを説得して身請けを承知させて謝礼をもらったこと、おえんは餞別を渡しに来たと話す。京助はおえんを売り飛ばしたと激怒し、啄木と絶交する。 |                |            |                 |                 |                                                                       |                 |                |
| 第六首 | 忍冬           | 宮尾百合香 | 伊藤達文        | 臼井文明        | 浮村春菜 田中亜優                                                     | 山口飛鳥        | 5月18日        |
| 12月、人気役者の橘乙次郎が活人形「金銀花」に噛み殺されたと新聞で報じられる。金銀花は毎夜外を徘徊しているという。後輩の結城泉若が逮捕されるが、恋人の季久は泉若の無実を信じ、吉井に相談。京助と絶交中の啄木は吉井と調査を開始。浅草の傀儡館に金銀花を見に行く。啄木と吉井は夜の傀儡館に張り込み、季久を呼び出す。啄木は、人形に執着する乙次郎が毎夜泉若に金銀花を運ばせた上、季久を手籠めにしようとして殺され、泉若が身代わりになったと推理。二人は季久に襲われるが、こっそり尾行していた京助が警察と叫んだおかげで難を逃れる。明け方季久は逮捕され、吉井は失恋の歌を詠む。                                                                                           |                |            |                 |                 |                                                                       |                 |                |
| 第七首 | 紳士盗賊       | 岸本卓     | 北井嘉樹        | 北井嘉樹        | 高橋敦子 三橋桜子 大河内忍 森悦史                                     | 山口飛鳥        | 5月25日        |
| 朝日新聞記者を名乗る男が大会社から5千円の金を盗み逮捕される。が5千円は行方不明で5百円の懸賞金がつけられた。京助は啄木と絶交中だが、啄木が買ったタバコのお釣りの二銭銅貨に暗号文が仕込まれているのに気付く。京助は紳士盗賊の暗号と考え、平井に暗号を解かせる。翌日、京助は小道具屋に盗賊が隠した5千円を受け取り、啄木に見せる。啄木は京助を賞賛し仲直りを持ち掛ける。京助が啄木と和解すると、啄木は5千円は偽札で全て自分が仕組んだと明かす。ミルクホールからの帰り道、啄木は咳き込み喀血する。 |                |            |                 |                 |                                                                       |                 |                |
| 第八首 | 若きおとこ     | 岸本卓     | 井出安軌        | 木村寛 牧野友映 | Lee Seongjae An Hyojeong Lee se jong                                  | 原修一          | 6月1日         |
| 喀血した啄木は医師の往診を受けるが、京助には良くなったと答える。女中の加世が家に脅迫状が届いたという青年を連れてくるが、啄木は依頼を断り、雨の中下宿を出る。「菊乳舎」では蝙蝠人間と呼ばれた浅草の軽業師・鑑の事故死で逮捕された興行師の園部が釈放されたと話題になる。京助は啄木が詠んだ歌を見て心配するが、吉井たちは相手にしない。川辺にいた啄木は青年に声を掛けられ、屋敷に案内される。青年は男装した園部の妻・環だった。環は鑑と不貞していたが、鑑が園部の悪事を暴く告発状を用意したあと事故死。その後鑑の弟から脅迫状が届いたという。環は弟を探してほしいと依頼。啄木は環に心惹かれる。環は啄木を呼び出し、夫婦を監視しているような脅迫状が届いたと話す。       |                |            |                 |                 |                                                                       |                 |                |
| 第九首 | 仕遂げしこと   | 岸本卓     | 坂田純一        | 田辺慎吾        | 田中亜優 浮村春菜 三好和也 石川慎亮                                   | 渡辺浩二        | 6月8日         |
| 啄木は天井裏で鑑の弟のシャツのボタンを発見。環は夫の園部が教会の慈善事業に隠れて子供の人身売買をしていると明かす。死んだ鑑の家に幽霊が出ると聞いた啄木は、京助と調査に赴く。住み着いた物乞いを平井が押さえ、部屋にボタンの取れたシャツがあったと聞いた啄木は園部家に走る。環は園部が鑑に窓から引きずり出され殺されたと訴えるが、啄木は告発状も殺人も環の仕業と見抜く。救助された園部が警察と現れ、環は拘束されるが、園部ともみ合いになり、環は刺殺される。 |                |            |                 |                 |                                                                       |                 |                |
| 第十首 | 幾山河         | 岸本卓     | 半田大貴        | 半田大貴        | 山崎敦子 高橋敦子 竹島照子 三橋桜子 大河内忍 山村俊了 鎌田均 青野厚司 | 原修一          | 6月15日        |
| 環の死後、憔悴した啄木は、環と自分をモデルに小説を執筆し、夏目漱石の元に持ち込むが評価されない。啄木は京助から借りた金で花街で放蕩し、吉井や朔太郎に非難される。環の仇を討つため園部を殺そうとするが失敗し、剃刀で自分の腹を切るほど追い詰められる。だが歌人の牧水から旅の楽しさを聞いた啄木は故郷の盛岡に帰る。京助は啄木を探し当て、死ぬのは許さない、あなたを守ると語りかけ、啄木は号泣する。 |                |            |                 |                 |                                                                       |                 |                |
| 第十一首 | 逢魔が刻       | 岸本卓     | 有冨興二        | 有冨興二        | Lee se jong Lee Seongjae Park Yeonghui Song Hyeonju                   | 山口飛鳥        | 6月22日        |
| 体調不良の啄木に代わって、京助が朔太郎と依頼人の米問屋・成田屋嘉平を訪ねる。成田屋と同じ無尽の会の商家で子供が次々行方不明になったが、どこも数日で戻ってくるという。だが成田屋の1歳の子は既に1か月ものあいだ行方不明。啄木は歌集出版の準備をしながらひそかにある調査を進める。成田屋に身代金を要求する脅迫状が届き、身代金受け渡し場所で胡堂が犯人を取り押さえるが、金目当ての便乗犯だった。突然成田屋の子供が戻り、事件は解決したが、釈然としない啄木は嘉平の元妾・お蝶を連れて成田屋に乗り込み、誘拐はお蝶が息子をすり替えるためだったと解き明かす。 |                |            |                 |                 |                                                                       |                 |                |
| 第十二首 | 蒼空           | 岸本卓     | 牧野友映        | 牧野友映        | 田中亜優 浮村春菜 三好和也 山崎敦子 竹島照子 大河内忍 青野厚司        | 原修一 渡辺浩二 | 6月29日        |
| 星野達吉に始まる告発状と殺人事件の関連を調べた啄木は、背後にそれを指示した真犯人である告発者Xがいると推理。啄木と京助は教会から出てきた成瀬という男を追う。啄木は京助の金で牛鍋屋で京助の誕生会を開き、成瀬を招待する。翌朝酔いつぶれた一同を残し、啄木は教会へ。懺悔室で自殺を望む者に告発状を書くよう扇動していた加世が告発者Xだった。しかし達吉はじめ加世に扇動されたものは皆自殺であり、加世は手を下していないと啄木は見逃す。加世は汽車で東京を去る。一同が集う菊乳舎で吉井は「ゴンドラの唄」を口ずさむ。十余年後、蓋平館を訪れた京助は啄木の部屋に歌集「悲しき玩具」を置いて帰る。                                                                             |                |            |                 |                 |                                                                       |                 |                |

### 放送局
| 放送期間                | 放送時間                     | 放送局             | 対象地域 | 備考                                   |
| ----------------------- | ---------------------------- | ------------------ | -------- | -------------------------------------- |
| 2020年4月13日 - 6月29日 | 月曜 23:00 - 23:30           | TOKYO MX           | 東京都   | 製作参加                               |
| 2020年4月14日 - 6月30日 | 火曜 0:00 - 0:30（月曜深夜） | BSフジ             | 日本全域 | 製作参加 / BS放送 / 『アニメギルド』枠 |
|                         |                              | ファミリー劇場     | 日本全域 | CS放送                                 |
| 2020年4月18日 - 7月4日  | 土曜 17:00 - 17:30           | 岩手めんこいテレビ | 岩手県   |                                        |
| 2020年5月5日 - 7月28日  | 火曜 1:54 - 2:21（月曜深夜） | 長崎文化放送       | 長崎県   | 『あに。』枠                           |

| 配信開始日    | 配信時間                   | 配信サイト |
| ------------- | -------------------------- | --- |
| 2020年4月14日 | 火曜 12:00 更新            | dアニメストア |
| 2020年4月19日 | 日曜 12:00 更新            | Amazonプライム・ビデオ DMM.com GYAO! GYAO!ストア Hulu music.jp Paravi Rakuten TV U-NEXT あにてれ アニメ放題 バンダイチャンネル ファミリー劇場CLUB ひかりTV ビデオマーケット ミレール |
|               | 日曜 21:30 - 22:00         | ニコニコ生放送 |
| 2020年4月20日 | 月曜 0:00（日曜深夜） 更新 | J:COMオンデマンド TELASA みるプラス |
|               | 日曜 2:00（日曜深夜） 更新 | ABEMA |
|               | 月曜 22:00 更新            | ファミ劇Neo ファミ劇Neoプラス |

### BD / DVD
| 巻 | 発売日        | 収録話          | 規格品番  | 規格品番  |
| 巻 | 発売日        | 収録話          | BD特装版  | BD通常版  |
| -- | ------------- | --------------- | --------- | --------- |
| 一 | 2020年7月3日  | 第1話 - 第3話   | BIXA-1291 | BIBA-3451 |
| 二 | 2020年8月5日  | 第4話 - 第6話   | BIXA-1292 | BIBA-3452 |
| 三 | 2020年9月2日  | 第7話 - 第9話   | BIXA-1293 | BIBA-3453 |
| 四 | 2020年10月2日 | 第10話 - 第12話 | BIXA-1294 | BIBA-3454 |

### 漫画
テレビアニメのコミカライズ作品が『ヤングマガジンサード』（講談社）にて2020年Vol.7から2021年Vol.5まで連載され、『月刊ヤングマガジン』（同）に移籍して2021年Vol.6にて完結。
- 伊井圭（原作）・南晋也（漫画）・佐木郁（キャラクター原案）・東北新社（監修）『啄木鳥探偵處』講談社〈ヤンマガKCスペシャル〉、全2巻
  1. 2021年2月19日発売[13][14]、ISBN 978-4-06-522306-2
  2. 2021年8月19日発売[15]、ISBN 978-4-06-524338-1